# Андарма
Андарма́ — река в России, протекает по Томской области, однако 500 м — в Новосибирской области. Устье реки находится в 68 км по правому берегу реки Парбиг. Длина реки составляет 232 км, площадь водосборного бассейна — 3070 км².

## Данные водного реестра
По данным государственного водного реестра России относится к Верхнеобскому бассейновому округу, водохозяйственный участок реки — Обь от впадения реки Чулым до впадения реки Кеть, речной подбассейн реки — Чулым. Речной бассейн реки — (Верхняя) Обь до впадения Иртыша.

### Притоки (км от устья)
- 24 км: Потеря (лв)
- 70 км: Берёзовка (лв)
- Елизаровка (лв)
- 94 км: Суйга (лв)
- Степановка (пр)
- Кустовка (пр)
- Дмитровка (пр)
- Гурьяновка (лв)
- 178 км: Парфентиха (пр)
- 180 км: Хохловка (лв)
- 200 км: Коряковка (пр)
- Ближняя (лв)
- Листвяная (лв)
- Некрасова (пр)
- Дальняя (лв)
- 210 км: Первая Вилашка (пр)
- 215 км: Вторая Вилашка (пр)